# Camillo Domenico Rospigliosi

Stemma Rospigliosi

Camillo Domenico Rospigliosi (Pistoia, 21 aprile 1601 – Roma, 15 giugno 1670) è stato un nobile e mecenate italiano.

## Biografia
Figlio di Girolamo e di Maria Caterina Rospigliosi, nacque a Pistoia nel 1601. 
Suo fratello intraprese la carriera ecclesiastica, divenne cardinale e venne poi eletto papa col nome di Clemente IX. Camillo studiò al collegio dei gesuiti di Bologna, rimanendo lontano dalla città sino al 1623 quando decise di entrare nell'ordine dei cavalieri di Santo Stefano, ottenendo la commenda di San Miniato e venendo quindi nominato balì. In quello stesso anno si sposò con Lucrezia Cellesi dalla quale ebbe diciassette figli tra cui il futuro ammiraglio Vincenzo ed il futuro cardinale Giacomo.
Il fratello, trasferitosi a Roma nel frattempo per proseguire la sua carriera ecclesiastica, gli lasciò l'amministrazione dei beni di famiglia ma nel contempo gli chiese di mediare per ottenere il sostegno della corte granducale toscana a favore della Santa Sede. Fu sempre Camillo a sostenere con le rendite di casa la carriera prelatizia del fratello e nel contempo a Roma entrò in contatto col mondo dell'arte, facendosi mecenate di alcuni personaggi di spicco come il pittore Giovanni da San Giovanni a cui affidò l'incarico di affrescare la cappella di Santa Caterina che la famiglia Rospigliosi aveva nel palazzo di Pistoia.
Quando nel 1644 suo fratello Giulio venne nominato nunzio apostolico in Spagna, Camillo non mancò di fargli avere il suo sostegno, così pure nel cardinalato. Patrocinò nel contempo Gian Lorenzo Bernini e gli artisti della sua bottega e fece completare la chiesa di Sant'Ignazio di Pistoia.
Quando il fratello venne eletto infine pontefice nel 1667, pur dichiarando pubblicamente di voler ricusare il nepotismo, Camillo fu il primo a beneficiare della nuova influente posizione raggiunta dal congiunto. Trasferitosi a Roma, Camillo prese subito in affittò palazzo Peretti presso piazza San Lorenzo in Lucina (che era di proprietà di Ippolita Ludovisi) ed il 30 agosto 1667 venne nominato generale con uno stipendio di 750 scudi mensili, pur non avendo assolutamente competenze militari. In breve tempo il fratello papa lo riempì di donazioni che arricchirono notevolmente la famiglia Rospigliosi, giungendo a far coprire alla Santa Sede tutte le spese mediche di tutti i membri della sua famiglia.
Camillo assistette il fratello nella progettazione della nuova villa pontificia di Spicchio presso Lamporecchio, realizzata dal Bernini, curando anche l'adattamento del palazzo che la famiglia possedeva a Pistoia secondo i nuovi gusti dell'epoca. Gestì argutamente anche la politica matrimoniale dei suoi figli: le sue figlie sposarono nobili toscani, mentre suo figlio Tommaso sposò la ricca Maria Camilla Pallavicino, genovese, ma la sua improvvisa morte lo costrinse a ripiegare sull'ultimogenito, Giovanni Battista.
Anche dopo la morte di Clemente IX (9 dicembre 1669), Camillo Rospigliosi venne confermato al rango di generale delle armate pontificie, ma già dai primi mesi del 1670 comprese che l'ambiente romano gli era divenuto ostile e, senza più il sostegno del fratello pontefice, la sua permanenza era divenuta scomoda; temeva come il figlio Vincenzo di perdere il favore del nuovo pontefice a causa dei molti benefici ricevuti dal predecessore e per questo si interessò per un suo ritorno onorevole nel granducato di Toscana dove, col favore dei Medici, avrebbe ottenuto l'incarico di governatore di Pisa.
Morì però a Roma il 15 giugno 1670 e venne sepolto nella cappella di Sant'Ignazio presso la Chiesa del Gesù. Per lui dipinse un ritratto Giovanni Battista Calandra, oggi conservato al Getty Museum di Los Angeles.

## Discendenza

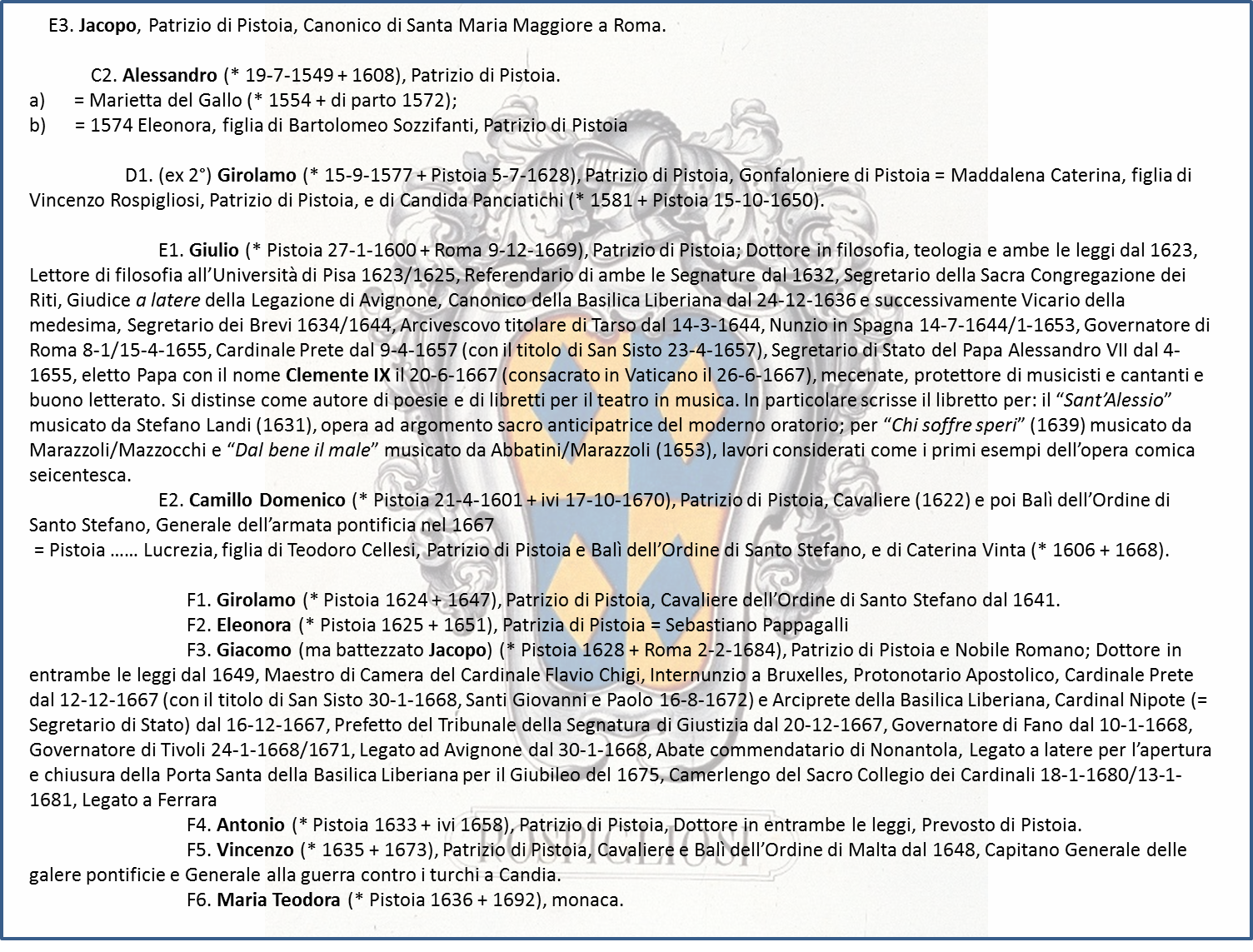
Genealogia Rospigliosi

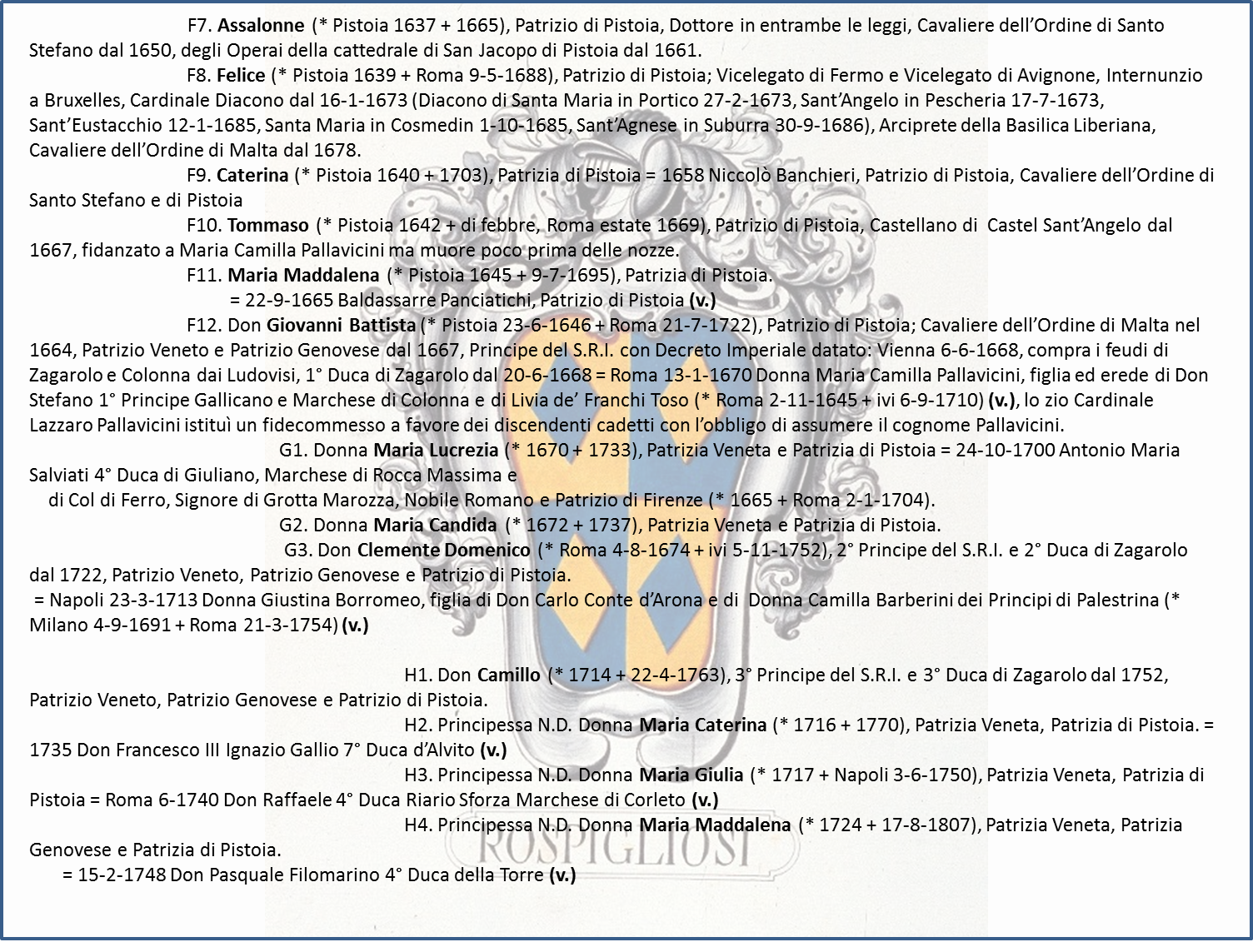
Genealogia Rospigliosi

Sposò nel 1623 Lucrezia di Teodoro Cellesi (9 luglio 1606 - 7 novembre 1668), dalla quale ebbe i seguenti figli:
- Girolamo (10 febbraio 1624 - 15 febbraio 1647), Cavaliere dell'Ordine di Santo Stefano
- Maria Candida (1624 - infante)
- Eleonora (29 dicembre 1625 - 1651), sposò il cav. Sebastiano Pappagalli, nobile pistoiese
- Vincenzo (1627 - 1634)
- Maria Candida (1628 - 1629)
- Giacomo (1628 - 1684), cardinale
- Alessandro (20 ottobre 1630 - 1631)
- Alessandro Filippo (1631 - 1634)
- Antonio (1633 - 1658), religioso
- Candida (1634 - 1649)
- Vincenzo (1635 - 1673), militare
- Maria Teodora (1636 - 9 luglio 1692), monaca nel convento di Santa Lucia a Pistoia
- Assalonne (12 ottobre 1637 - 1665), Cavaliere dell'Ordine di Santo Stefano
- Felice (1639 - 1688), cardinale
- Caterina (29 aprile 1640 - 1703), sposò nel 1658 il cav. Niccolò Banchieri (1636 - 1707), nobile pistoiese
- Tommaso (3 gennaio 1642 - 4 agosto 1669), castellano di Castel Sant'Angelo dal 1667
- Maria Maddalena (10 marzo 1645 - 9 luglio 1695), sposò nel 1665 Baldassarre Panciatichi (1644 - 1720), nobile pistoiese
- Giovanni Battista (1646 - 1722), I principe Rospigliosi, sposò nel 1670 Camilla Pallavicini dei principi di Gallicano (1645 - 1710)